# 盧汝弼
盧汝弼（?—?），字子誥，河中府蒲县（今山西省临汾市蒲县），祖籍范阳郡涿县，祖父卢纶，父亲盧簡求，官至河東節度使。
唐昭宗景福年间，盧汝弼登进士第，官至祠部员外郎（一说祠部郎中）、知制诰，跟随唐昭宗迁都洛阳。当时柳璨党附朱全忠，诬陷士族，卢汝弼害怕，称病退居，客居上党。遇潞州被河东节度所攻打，昭义节度使丁会归降，盧汝弼跟随丁会至太原，李克用表奏为节度副使，官至户部侍郎。太原节度使府有龙泉亭，盧简求担任节度使时手书诗一章，刻在亭西壁。卢汝弼为节度副使，每每在亭中宴集，从来没有居宾位，西向俯首，士人赞美他有礼。晋国的除补之命，都出自盧汝弼之手，他主持官吏考课议拟，于是请托盈门，有接受贿赂之名。李存勖平定赵、魏，盧汝弼请谒迎劳，陈说天命。他在后唐建立前去世，赠兵部尚书。他的兄弟盧嗣業之子卢文纪，在后唐官至宰相。